# بيكالونغان
بيكالونغان (بالإنجليزية: Pekalongan)‏ هي مدينة تقع في إندونيسيا بجاوة الوسطى وكان في السابق مقرا لمجلس وصاية بيكالونغان يقدر عدد سكانها بـ 284,886 نسمة ومساحتها 45 كم2 .

## المناخ
يظهر الجدول التالي التغييرات المناخية على مدار السنة لبيكالونغان:
| البيانات المناخية لـبيكالونغان | البيانات المناخية لـبيكالونغان | البيانات المناخية لـبيكالونغان | البيانات المناخية لـبيكالونغان | البيانات المناخية لـبيكالونغان | البيانات المناخية لـبيكالونغان | البيانات المناخية لـبيكالونغان | البيانات المناخية لـبيكالونغان | البيانات المناخية لـبيكالونغان | البيانات المناخية لـبيكالونغان | البيانات المناخية لـبيكالونغان | البيانات المناخية لـبيكالونغان | البيانات المناخية لـبيكالونغان | البيانات المناخية لـبيكالونغان |
| الشهر                          | يناير                          | فبراير                         | مارس                           | أبريل                          | مايو                           | يونيو                          | يوليو                          | أغسطس                          | سبتمبر                         | أكتوبر                         | نوفمبر                         | ديسمبر                         | المعدل السنوي                  |
| ------------------------------ | ------------------------------ | ------------------------------ | ------------------------------ | ------------------------------ | ------------------------------ | ------------------------------ | ------------------------------ | ------------------------------ | ------------------------------ | ------------------------------ | ------------------------------ | ------------------------------ | ------------------------------ |
| المتوسط اليومي °م (°ف)         | 26.0 (78.8)                    | 26.5 (79.7)                    | 26.9 (80.4)                    | 27.4 (81.3)                    | 27.5 (81.5)                    | 27.0 (80.6)                    | 26.4 (79.5)                    | 26.7 (80.1)                    | 27.3 (81.1)                    | 27.6 (81.7)                    | 27.4 (81.3)                    | 26.8 (80.2)                    | 27.0 (80.6)                    |
| الهطول مم (إنش)                | 632.5 (24.90)                  | 415.4 (16.35)                  | 327.0 (12.87)                  | 195.1 (7.68)                   | 152.6 (6.01)                   | 87.7 (3.45)                    | 82.1 (3.23)                    | 74.2 (2.92)                    | 81.4 (3.20)                    | 143.6 (5.65)                   | 186.3 (7.33)                   | 319.5 (12.58)                  | 2٬697٫4 (106.20)               |
| متوسط أيام هطول الأمطار        | 18.4                           | 16.6                           | 16.5                           | 13.8                           | 10.6                           | 8.5                            | 4.7                            | 4.5                            | 5.2                            | 8.8                            | 14.8                           | 17.6                           | 140.0                          |
| المصدر:                        |                                |                                |                                |                                |                                |                                |                                |                                |                                |                                |                                |                                |                                |

## أعلام
- بيب باكويس
- عبد الرحمن صالح
- عزيز ستار
- بهرون نعيم